# پاتریشیا کامپوس دومنک
پاتریشیا کامپوس دومنک (انگلیسی: Patricia Campos Doménech؛ زادهٔ ۱۲ مارس ۱۹۷۷) Naval aviator، مربی، نویسنده، حسابدار اهل اسپانیا است.